# Huntit
Huntit ist ein selten vorkommendes Mineral aus der Mineralklasse der „Carbonate und Nitrate“ mit der chemischen Zusammensetzung CaMg3[CO3]4 und ist damit chemisch gesehen ein Calcium-Magnesium-Carbonat.
Huntit kristallisiert im trigonalen Kristallsystem, entwickelt jedoch nur mikroskopisch kleine, tafelige und rhomboedrische Kristalle bis etwa 1 μm Größe. Meist findet er sich in Form von faserigen bis kompakten oder erdigen bis pulvrigen, kalkähnlichen Massen. Das Mineral ist durchscheinend und in seiner kompakten Form mattweiß.

## Etymologie und Geschichte
Entdeckt wurde Huntit 1943 durch George T. Faust während seiner Studien über die Verteilung von Dolomit in Magnesitproben aus der Magnesit-Lagerstätte „Ala-Mar“ (auch Currant Creek oder Manzoni) im White Pine County des US-Bundesstaates Nevada. Das analysierte Material schien den physikalischen Eigenschaften nach Magnesit zu sein, jedoch wies der Flammtest auch auf das Vorhandensein von Calcium hin. Durch weitere Analysen gelang Faust schließlich der Nachweis, dass es sich um ein neues Mineral handelte und publizierte seine Ergebnisse 1953 im Mineralogischen Magazin „American Mineralogist“. Er benannte das Mineral zu Ehren seines früheren Lehrers, dem ehemaligen Professor der Mineralogie an der University of Michigan Walter Frederick Hunt (1882–1975).
Typmaterial des Minerals wird an der Harvard University in Cambridge, Massachusetts unter der Katalog-Nr. 106372 sowie im National Museum of Natural History in Washington, D.C. unter der Katalog-Nr. 112519 aufbewahrt.

## Klassifikation
In der veralteten, aber teilweise noch gebräuchlichen 8. Auflage der Mineralsystematik nach Strunz gehörte der Huntit nur zur gemeinsamen Mineralklasse der „Carbonate, Nitrate und Borate“ und dort zur Abteilung der „Wasserfreien Carbonate [CO3]2− ohne fremde Anionen“, wo er zusammen mit Ankerit, Benstonit, Dolomit, Ewaldit, Kutnohorit, Minrecordit und Norsethit die „Dolomit-Gruppe“ mit der System-Nr. V/B.03 bildete.
Die seit 2001 gültige und von der International Mineralogical Association (IMA) verwendete 9. Auflage der Strunz’schen Mineralsystematik ordnet den Huntit in die neu definierte Klasse der „Carbonate und Nitrate“ (die Borate bilden jetzt eine eigene Klasse), dort allerdings ebenfalls in die Abteilung der „Carbonate ohne zusätzliche Anionen; ohne H2O“ ein. Diese ist weiter unterteilt nach Zugehörigkeit der beteiligten Kationen zur jeweiligen chemischen Gruppe, so dass das Mineral entsprechend seiner Zusammensetzung in der Unterabteilung „Erdalkali- (und andere M2+) Carbonate“ zu finden ist, wo es als einziges Mitglied die unbenannte Gruppe 5.AB.25 bildet.
Auch die vorwiegend im englischen Sprachraum gebräuchliche Systematik der Minerale nach Dana ordnet den Huntit in die Klasse der „Carbonate, Nitrate, Borate“ und dort in die Abteilung der „Wasserfreie Carbonate“ ein. Hier ist er als einziges Mitglied in der unbenannten Gruppe 14.04.03 innerhalb der Unterabteilung „Wasserfreie Carbonate mit zusammengesetzter Formel A2+B2+2(CO3)4“ zu finden.

## Kristallstruktur
Huntit kristallisiert trigonal in der Raumgruppe R32 (Raumgruppen-Nr. 155) mit den Gitterparametern a = 9,50 Å und c = 7,82 Å sowie 3 Formeleinheiten pro Elementarzelle.

## Bildung und Fundorte
Huntit bildet sich meist durch Ausfällung in verschiedenen Sedimenten, so unter anderem bei der Verdunstung von Meerwasser in Lagunensedimenten oder Salzseen, aber auch aus kaltem Wasser wie beispielsweise an seiner Typlokalität, der Magnesit-Lagerstätte „Ala-Mar“ in Nevada, USA. Unter diesen Bildungsbedingungen treten als Begleitminerale vorwiegend Gips und Halit, gelegentlich auch Coelestin und Magnesit sowie untergeordnet auch Dolomit, Calcit, Aragonit und Polyhalit.
Ebenso kann Huntit limnischen Sedimenten als Abtragungsprodukt ultrabasischer Gesteine entstehen, wo er unter anderem in Paragenese mit Hydromagnesit und Magnesit auftritt.
Des Weiteren kann sich Huntit sekundär durch Verwitterung magnesiumreicher Gesteine bilden.
Als seltene Mineralbildung konnte Huntit nur an wenigen Orten nachgewiesen werden, wobei bisher (Stand 2016) rund 65 Fundorte als bekannt gelten. Neben seiner Typlokalität „Ala-Mar“ und der nahe gelegenen Prospektion „Snowball“ im White Pine County trat das Mineral in Nevada noch bei Austin im Lander County und in der Sierra Magnesite Mine bei Gabbs im Nye County zutage. Weitere bekannte Fundorte in den USA liegen in den Cimarron Mountains nahe Cimarron (Pima County) in Arizona; in den Steinbrüchen bei Crestmore im Riverside County, im Clear Creek Claim bei New Idria im San Benito County und im Steinbruch „Pacific Limestone“ nahe Santa Cruz im gleichnamigen County von Kalifornien; im Steinbruch „Hunting Hill“ bei Rockville in Maryland; in den Carlsbad-Caverns im Eddy County und im Fossil Forrest (San Juan Becken, San Juan County) in New Mexico; in der Green Mountain Mine bei Day Book im Yancey County in North Carolina; bei Cedar Hill im Lancaster County in Pennsylvania; in der Wind Cave im Custer County in South Dakota sowie in der Little Rocky Prospektion im Beaver County in Utah.
In Deutschland wurde Huntit bisher nur im Steinbruch Haidberg bei Zell und im Steinbruch der Marthahütte bei Marktredwitz in Bayern sowie im Tagebau Lichtenberg in Thüringen entdeckt.
In Österreich fand man das Mineral unter anderem in einer Graphit-Lagerstätte bei Raintal (Dürnberg) in der Marktgemeinde Schönbühel-Aggsbach und in mehreren Steinbrüchen bei Amstall und Eibenstein in Niederösterreich sowie in einem Basalt-Steinbruch bei Klöch in der Steiermark.
Weitere Fundorte liegen unter anderem in Australien, Chile, Frankreich, Griechenland, Italien, Japan, Kanada, Pakistan, Russland, der Slowakei, in Spanien, Südafrika, Tschechien, der Türkei, Ungarn und Usbekistan.